# Pierreville (Manche)
Pierreville ist eine französische Gemeinde mit 759 Einwohnern (Stand: 1. Januar 2022) im Département Manche in der Region Normandie. Die Gemeinde gehört zum Arrondissement Cherbourg und zum Kanton Les Pieux. Die Einwohner werden Pierrevillais genannt.

## Lage
Pierreville liegt etwa 30 Kilometer südwestlich von Cherbourg nahe der Atlantikküste auf der westlichen Seite der Halbinsel Cotentin. Umgeben wird Pierreville von den Nachbargemeinden Saint-Germain-le-Gaillard im Norden, Bricquebec-en-Cotentin im Osten, Surtainville im Süden und Westen sowie Le Rozel im Westen und Nordwesten.

## Bevölkerungsentwicklung
| Jahr                       | 1962 | 1968 | 1975 | 1982 | 1990 | 1999 | 2006 | 2018 |
| Einwohner                  | 533  | 531  | 443  | 460  | 550  | 587  | 635  | 741  |
| Quellen: Cassini und INSEE |      |      |      |      |      |      |      |      |

## Sehenswürdigkeiten
- Kirche Notre-Dame aus dem 12. Jahrhundert
- Herrenhaus von Saint-Marcouf aus dem 17. Jahrhundert

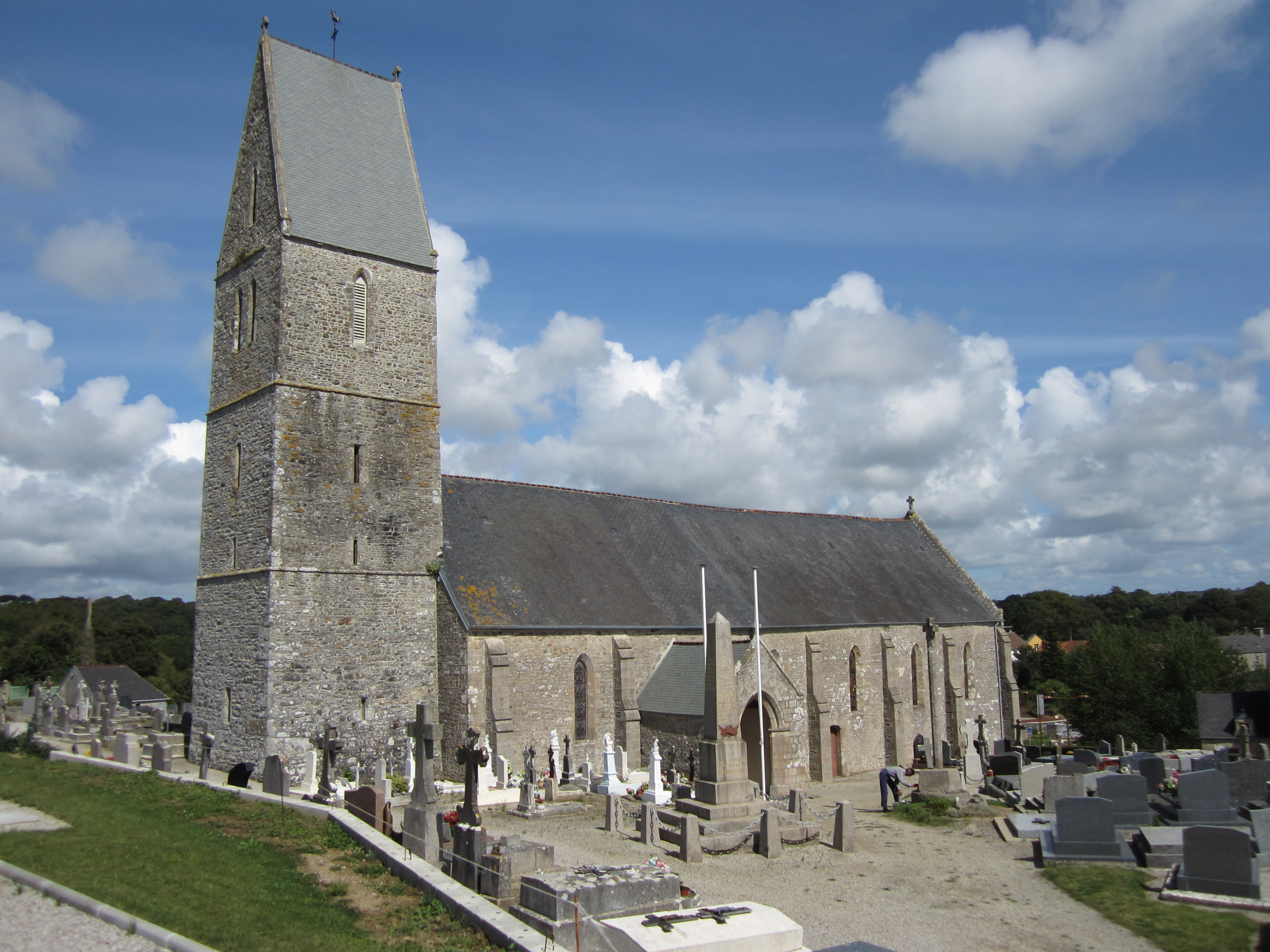
Kirche Notre-Dame
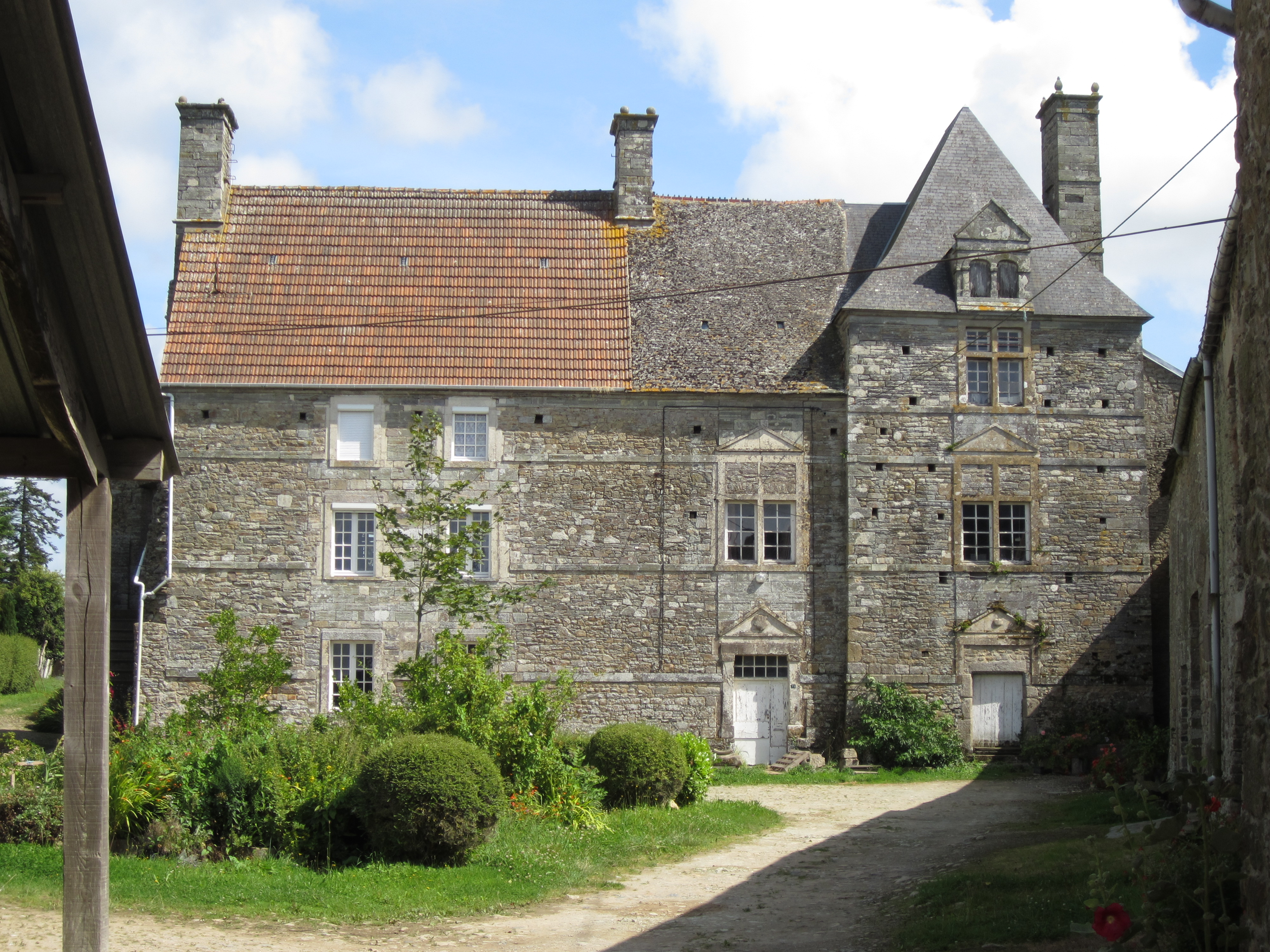
Herrenhaus von Saint-Marcouf